# Open de Chine (badminton)
Pour les articles homonymes, voir Open de Chine.
Ne doit pas être confondu avec Masters de Chine.
L' Open de Chine est un tournoi annuel international de badminton créé par la Fédération chinoise de badminton (CBA) en 1986. C'est le tournoi le plus prestigieux organisé en Chine et l'un des plus importants du circuit professionnel BWF World Tour. A ce titre, il fait partie depuis 2007 des tournois classés BWF Super Series, puis reclassé en 2011 dans la catégorie Super Series Premier et enfin classé Super 1000 lors de la réforme de 2018.

## Palmarès
| Année                     | Lieu                                                   | Simple hommes                                          | Simple dames                                           | Double hommes                                          | Double dames                                           | Double mixte                                           |                                                        |
| ------------------------- | ------------------------------------------------------ | ------------------------------------------------------ | ------------------------------------------------------ | ------------------------------------------------------ | ------------------------------------------------------ | ------------------------------------------------------ | ------------------------------------------------------ |
| 1986                      | Fuzhou                                                 | Icuk Sugiarto                                          | Han Aiping                                             | Li Yongbo Tian Bingyi                                  | Ivana Lie Verawaty Wiharjo                             | Park Joo-bong Chung Myung-hee                          |                                                        |
| 1987                      | Nankin                                                 | Zhao Jianhua                                           | Li Lingwei                                             | Li Yongbo Tian Bingyi                                  | Guan Weizhen Lin Ying                                  | Zhou Jincan Lin Ying                                   |                                                        |
| 1988                      | Shanghai                                               | Zhao Jianhua                                           | Li Lingwei                                             | Li Yongbo Tian Bingyi                                  | Guan Weizhen Lin Ying                                  | Park Joo-bong Chung Myung-hee                          |                                                        |
| 1989                      | Foshan                                                 | Ardy B. Wiranata                                       | Tang Jiuhong                                           | Jalani Sidek Razif Sidek                               | Guan Weizhen Lin Ying                                  | Kim Hak-kyun Hwang Hye-young                           |                                                        |
| 1991                      | Foshan                                                 | Alan Budikusuma                                        | Huang Hua                                              | Li Yongbo Tian Bingyi                                  | Chung Myung-hee Hwang Hye-young                        | Liu Jianjun Wang Xiaoyuan                              |                                                        |
| 1992                      | Shanghai                                               | Hermawan Susanto                                       | Yao Yan                                                | Ricky Subagja Rexy Mainaky                             | Yao Fen Lin Yanfen                                     | Aryono Miranat Eliza Nathanael                         |                                                        |
| 1993                      | Hangzhou                                               | Joko Suprianto                                         | Han Jingna                                             | Rudy Gunawan Bambang Suprianto                         | Wu Yuhong Chen Ying                                    | Chen Xingdong Sun Man                                  |                                                        |
| 1994                      | Dalian                                                 | Alan Budikusuma                                        | Bang Soo-hyun                                          | Huang Zhanzhong Jiang Xin                              | Ge Fei Gu Jun                                          | Thomas Lund Marlene Thomsen                            |                                                        |
| 1995                      | Chengdu                                                | Dong Jiong                                             | Ye Zhaoying                                            | Huang Zhanzhong Jiang Xin                              | Ge Fei Gu Jun                                          | Peng Xinyong Chen Xingdong                             |                                                        |
| 1996                      | Dongguan                                               | Fung Permadi                                           | Zhang Ning                                             | Sigit Budiarto Candra Wijaya                           | Qin Yiyuan Tang Yongshu                                | Peng Xingyong Chen Xingdong                            |                                                        |
| 1997                      | Shanghai                                               | Dong Jiong                                             | Gong Zhichao                                           | Ge Cheng Tao Xiaoqiang                                 | Ge Fei Gu Jun                                          | Kim Dong-moon Ra Kyung-min                             |                                                        |
| 1999                      | Pékin                                                  | Dong Jiong                                             | Zhou Mi                                                | Ha Tae-kwon Kim Dong-moon                              | Ge Fei Gu Jun                                          | Liu Yong Ge Fei                                        |                                                        |
| 2001                      | Ningbo                                                 | Xia Xuanze                                             | Zhou Mi                                                | Zhang Wei Zhang Jun                                    | Zhang Jiewen Wei Yili                                  | Liu Yong Chen Lin                                      |                                                        |
| 2002                      | Guangzhou                                              | Wong Choong Hann                                       | Gong Ruina                                             | Pramote Teerawiwatana Tesana Panvisvas                 | Gao Ling Huang Sui                                     | Zhang Jun Gao Ling                                     |                                                        |
| 2003                      | Guangzhou                                              | Lin Dan                                                | Zhou Mi                                                | Lars Paaske Jonas Rasmussen                            | Gao Ling Huang Sui                                     | Zhang Jun Gao Ling                                     |                                                        |
| 2004                      | Guangzhou                                              | Lin Dan                                                | Xie Xingfang                                           | Sigit Budiarto Candra Wijaya                           | Yang Wei Zhang Jiewen                                  | Jens Eriksen Mette Schjoldager                         |                                                        |
| 2005                      | Guangzhou                                              | Chen Hong                                              | Zhang Ning                                             | Sigit Budiarto Candra Wijaya                           | Yang Wei Zhang Jiewen                                  | Nathan Robertson Gail Emms                             |                                                        |
| 2006                      | Guangzhou                                              | Chen Hong                                              | Zhang Ning                                             | Markis Kido Hendra Setiawan                            | Yang Wei Zhang Jiewen                                  | Xie Zhongbo Zhang Yawen                                |                                                        |
| BWF Super Series          |                                                        |                                                        |                                                        |                                                        |                                                        |                                                        |                                                        |
| 2007                      | Guangzhou                                              | Bao Chunlai                                            | Wong Mew Choo                                          | Markis Kido Hendra Setiawan                            | Gao Ling Zhao Tingting                                 | Nova Widianto Liliyana Natsir                          |                                                        |
| 2008                      | Shanghai                                               | Lin Dan                                                | Jiang Yanjiao (en)                                     | Jung Jae-sung Lee Yong-dae                             | Zhang Yawen Zhao Tingting                              | Lee Yong-dae Lee Hyo-jung                              |                                                        |
| 2009                      | Shanghai                                               | Lin Dan                                                | Jiang Yanjiao                                          | Jung Jae-sung Lee Yong-dae                             | Tian Qing Zhang Yawen                                  | Lee Yong-dae Lee Hyo-jung                              |                                                        |
| 2010                      | Shanghai                                               | Chen Long                                              | Jiang Yanjiao                                          | Jung Jae-sung Lee Yong-dae                             | Cheng Shu Zhao Yunlei                                  | Tao Jiaming Tian Qing                                  |                                                        |
| BWF Super Series Premier  |                                                        |                                                        |                                                        |                                                        |                                                        |                                                        |                                                        |
| 2011                      | Shanghai                                               | Lin Dan                                                | Wang Yihan                                             | Mathias Boe Carsten Mogensen                           | Wang Xiaoli Yu Yang                                    | Zhang Nan Zhao Yunlei                                  |                                                        |
| 2012                      | Shanghai                                               | Chen Long                                              | Li Xuerui                                              | Mathias Boe Carsten Mogensen                           | Wang Xiaoli Yu Yang                                    | Xu Chen Ma Jin                                         |                                                        |
| 2013                      | Shanghai                                               | Chen Long                                              | Li Xuerui                                              | Lee Yong-dae Yoo Yeon-seong                            | Wang Xiaoli Yu Yang                                    | Tontowi Ahmad Liliyana Natsir                          |                                                        |
| 2014                      | Fuzhou                                                 | Srikanth Kidambi                                       | Saina Nehwal                                           | Lee Yong-dae Yoo Yeon-seong                            | Wang Xiaoli Yu Yang                                    | Zhang Nan Zhao Yunlei                                  |                                                        |
| 2015                      | Fuzhou                                                 | Lee Chong Wei                                          | Li Xuerui                                              | Kim Gi-jung Kim Sa-rang                                | Tang Yuanting Yu Yang                                  | Zhang Nan Zhao Yunlei                                  |                                                        |
| 2016                      | Fuzhou                                                 | Jan Ø. Jørgensen                                       | P. V. Sindhu                                           | Marcus Fernaldi Gideon Kevin Sanjaya Sukamuljo (en)    | Chang Ye-na (en) Lee So-hee (en)                       | Tontowi Ahmad Liliyana Natsir                          |                                                        |
| 2017                      | Fuzhou                                                 | Chen Long                                              | Akane Yamaguchi                                        | Marcus Fernaldi Gideon Kevin Sanjaya Sukamuljo         | Chen Qingchen Jia Yifan                                | Zheng Siwei Huang Yaqiong                              |                                                        |
| BWF World Tour Super 1000 |                                                        |                                                        |                                                        |                                                        |                                                        |                                                        |                                                        |
| 2018                      | Changzhou                                              | Anthony S. Ginting                                     | Carolina Marín                                         | Kim Astrup Anders S. Rasmussen (en)                    | Misaki Matsutomo Ayaka Takahashi                       | Zheng Siwei Huang Yaqiong                              |                                                        |
| 2019                      | Changzhou                                              | Kento Momota                                           | Carolina Marín                                         | Marcus Fernaldi Gideon Kevin Sanjaya Sukamuljo (en)    | Chen Qingchen Jia Yifan                                | Zheng Siwei Huang Yaqiong                              |                                                        |
| 2020 2021 2022            | Éditions annulées en raison de la pandémie de Covid-19 | Éditions annulées en raison de la pandémie de Covid-19 | Éditions annulées en raison de la pandémie de Covid-19 | Éditions annulées en raison de la pandémie de Covid-19 | Éditions annulées en raison de la pandémie de Covid-19 | Éditions annulées en raison de la pandémie de Covid-19 | Éditions annulées en raison de la pandémie de Covid-19 |
| 2023                      | Changzhou                                              | Viktor Axelsen                                         | An Se-young                                            | Liang Weikeng Wang Chang                               | Chen Qingchen Jia Yifan                                | Seo Seung-jae Chae Yoo-jung (en)                       |                                                        |
| 2024                      | Changzhou                                              | Weng Hongyang (en)                                     | Wang Zhiyi (en)                                        | Goh Sze Fei (en) Nur Izzuddin (en)                     | Li Yijing Luo Xumin                                    | Feng Yanzhe Huang Dongping                             |                                                        |
| 2025                      | Changzhou                                              | Shi Yuqi                                               | Wang Zhiyi (en)                                        | Fajar Alfian Muhammad Shohibul Fikri (en)              | Liu Shengshu Tan Ning                                  | Feng Yanzhe Huang Dongping                             |                                                        |